# Retrato de una dama noble sajona
Retrato de una dama noble sajona es un cuadro de Lucas Cranach el Viejo realizado en 1534. Este óleo sobre tela se conserva en el museo de Bellas Artes de Lyon.

## Descripción
El cuadro presenta sobre un fondo azul claro a una dama ricamente vestida a la moda alemana del momento posando para el pintor; su identidad precisa permanece desconocida, aunque la abundancia de joyas y riqueza del atuendo la identifican como una dama casada del más alto rango. Destaca una enigmática W en su cofia y el retrato de Juan Federico de Sajonia en el medallón de su collar de oro. Se presta particular detalle al atuendo, el cual es particularmente sofisticado, con camisa plisada de cuello alto enjoyado y vestido de brocado con mangas acuchilladas y cuello alto abierto. Los cabellos rubios están prácticamente cubiertos por la rica cofia tachonada de perlas, la mirada en dirección al espectador, las manos juntas al nivel de las caderas, y el busto ligeramente inclinado hacia la izquierda. Como sucede a menudo en los cuadros de Cranach el Viejo, la gama cromática es reducida, principalmente negro, blanco y tonos ocres, los cuales ofrecen contrastes de color.

## Historia
Especializado en la realización de retratos, Lucas Cranach el Viejo fue el pintor de la corte de Wittenberg desde 1505, 29 años antes de la realización de este cuadro. Es propiedad del museo desde 1892.